# نيكولاس كارتر
نيكولاس كارتر (29 أغسطس 1978 في المملكة المتحدة - ) (بالإنجليزية: Nicholas Carter)‏ هو لاعب كريكت بريطاني. لعب مع Cornwall County Cricket Club ‏.